# Phtheochroa unionana
Phtheochroa unionana es una especie de polilla de la familia Tortricidae. 

## Distribución
Se ubica en Rumania, Oriente Próximo y el Cáucaso.